# 水口貴文
水口 貴文（みなぐち たかふみ、1967年1月10日 - ）は、日本の実業家。東京都出身。元スターバックス コーヒー ジャパン株式会社代表取締役最高経営責任者（CEO）。

## 人物
東京都文京区根津生まれ。筑波大学附属小学校、筑波大学附属中学校・高等学校、上智大学法学部国際関係法学科卒業、イタリア・ボッコーニ大学経営学修士課程修了（MBA取得）。1989年プライスウォーターハウスコンサルティング株式会社入社。
2001年、LVJグループ株式会社（現・ルイ・ヴィトンジャパン株式会社）に入社し、同社マーチャンダイジング担当副社長、LVJグループ株式会社ロエベジャパンカンパニープレジデント&CEO、LVJグループ株式会社取締役、ロエベ韓国株式会社代表取締役プレジデント&CEOを歴任。
2014年、スターバックス コーヒー ジャパン株式会社に入社し、同社最高執行責任者（COO）に就任。2016年、同社代表取締役最高執行責任者（CEO）に就任。
ブランドビジネスに造詣が深く、またグローバルビジネスに対する経験が豊富である。

## 受賞歴
2023年
- 第52回 ベストドレッサー賞 政治・経済部門

## テレビ番組
- 日経スペシャル カンブリア宮殿 客に幸せをもたらす スターバックスジャパンの戦略（2021年6月24日、テレビ東京）- スターバックス コーヒージャパン CEO 水口貴文出演[5]。

## 出演

### 新聞
- 学生新聞[6]